# Nam nhân của công chúa
Nam nhân của công chúa (tiếng Hàn: 공주의 남자; Hanja: 公主의 男子; Romaja: Gongju-eui Namja) là một bộ phim truyền hình Hàn Quốc 2011 với sự tham gia của Park Si-hoo, Moon Chae-won, Kim Yeong-cheol, Song Jong-ho, Hong Soo-hyun và Lee Soon-jae.. Phim được phát sóng trên kênh KBS2 từ 20 tháng 7 đến 6 tháng 10 năm 2011 vào thứ 4&5 lúc 21:55 gồm24 tập.

## Đánh giá
| Tập #      | Ngày phát sosng | Tổng trung bình người xem | Tổng trung bình người xem | Tổng trung bình người xem | Tổng trung bình người xem |
| Tập #      | Ngày phát sosng | TNmS Ratings              | TNmS Ratings              | AGB Nielsen               | AGB Nielsen               |
| Tập #      | Ngày phát sosng | Toàn quốc                 | Khu vực Seoul             | Toàn quốc                 | Khu vực Seoul             |
| ---------- | --------------- | ------------------------- | ------------------------- | ------------------------- | ------------------------- |
| 1          | 20 -7- 2011     | 9.3%                      | 10.0%                     | 10.2%                     | 11.6%                     |
| 2          | 21 -7- 2011     | 8.7%                      | 10.1%                     | 9.4%                      | 11.3%                     |
| 3          | 27 -7- 2011     | 9.7%                      | 12.1%                     | 11.7%                     | 12.9%                     |
| 4          | 28 -7- 2011     | 10.4%                     | 12.2%                     | 9.8%                      | 11.2%                     |
| 5          | 3 -8- 2011      | 14.4%                     | 14.6%                     | 17.0%                     | 17.5%                     |
| 6          | 4 -8- 2011      | 15.3%                     | 16.3%                     | 16.9%                     | 18.2%                     |
| 7          | 10 -8- 2011     | 13.9%                     | 15.1%                     | 17.4%                     | 18.6%                     |
| 8          | 11 -8- 2011     | 15.2%                     | 17.0%                     | 16.6%                     | 16.7%                     |
| 9          | 17 -8- 2011     | 16.9%                     | 18.4%                     | 19.2%                     | 19.6%                     |
| 10         | 18 -8- 2011     | 17.6%                     | 19.0%                     | 19.6%                     | 19.7%                     |
| 11         | 24 -8- 2011     | 15.7%                     | 17.0%                     | 18.6%                     | 19.4%                     |
| 12         | 25 -8- 2011     | 18.1%                     | 19.6%                     | 18.7%                     | 19.3%                     |
| 13         | 31 -8- 2011     | 17.7%                     | 18.3%                     | 19.7%                     | 20.7%                     |
| 14         | 1 -9- 2011      | 19.5%                     | 21.8%                     | 21.8%                     | 23.0%                     |
| 15         | 7 -9- 2011      | 19.2%                     | 21.5%                     | 21.8%                     | 23.0%                     |
| 16         | 8 -9- 2011      | 20.1%                     | 20.9%                     | 21.1%                     | 21.6%                     |
| 17         | 14 -9- 2011     | 21.7%                     | 21.9%                     | 24.6%                     | 25.5%                     |
| 18         | 15 -9- 2011     | 21.2%                     | 23.3%                     | 22.2%                     | 23.2%                     |
| 19         | 21 -9- 2011     | 20.1%                     | 21.7%                     | 22.1%                     | 23.3%                     |
| 20         | 22 -9- 2011     | 20.1%                     | 22.3%                     | 23.0%                     | 24.3%                     |
| 21         | 28 -9- 2011     | 19.8%                     | 20.5%                     | 22.7%                     | 23.6%                     |
| 22         | 29 -9- 2011     | 21.2%                     | 22.4%                     | 21.9%                     | 22.5%                     |
| 23         | 5 -10- 2011     | 22.9%                     | 24.9%                     | 23.6%                     | 35.5%                     |
| 24         | 6 -10- 2011     | 23.8%                     | 25.8%                     | 24.9%                     | 25.8%                     |
| Trung bình | Trung bình      | 17.2%                     | 18.6%                     | 18.9%                     | 20.3%                     |

## Giải thưởng và đề cử
| Năm  | Giải                                    | Thể loại                                          | Người nhận                              | Kết quả   | Ref.          |
| ---- | --------------------------------------- | ------------------------------------------------- | --------------------------------------- | --------- | ------------- |
| 2011 | Korean Culture and Entertainment Awards | Top Excellence Award, Actress (TV)                | Moon Chae-won                           | Đoạt giải | [ 9 ]         |
| 2011 | KBS Drama Awards                        | Top Excellence Award, Actor                       | Park Si-hoo                             | Đoạt giải | [ 10 ]        |
| 2011 | KBS Drama Awards                        | Top Excellence Award, Actor                       | Kim Yeong-cheol                         | Đề cử     | [ 10 ]        |
| 2011 | KBS Drama Awards                        | Top Excellence Award, Actress                     | Moon Chae-won                           | Đoạt giải | [ 10 ]        |
| 2011 | KBS Drama Awards                        | Excellence Award, Actor in a Mid-length Drama     | Park Si-hoo                             | Đề cử     | [ 10 ]        |
| 2011 | KBS Drama Awards                        | Excellence Award, Actor in a Mid-length Drama     | Lee Min-woo                             | Đề cử     | [ 10 ]        |
| 2011 | KBS Drama Awards                        | Excellence Award, Actress in a Mid-length Drama   | Moon Chae-won                           | Đề cử     | [ 10 ]        |
| 2011 | KBS Drama Awards                        | Excellence Award, Actress in a Mid-length Drama   | Hong Soo-hyun                           | Đoạt giải | [ 10 ]        |
| 2011 | KBS Drama Awards                        | Best New Actor                                    | Song Jong-ho                            | Đề cử     | [ 10 ]        |
| 2011 | KBS Drama Awards                        | Best Supporting Actor                             | Kim Roi-ha                              | Đề cử     | [ 10 ]        |
| 2011 | KBS Drama Awards                        | Best Young Actor                                  | Noh Tae-yeob                            | Đề cử     | [ 10 ]        |
| 2011 | KBS Drama Awards                        | Best Young Actress                                | Kim Yoo-bin                             | Đề cử     | [ 10 ]        |
| 2011 | KBS Drama Awards                        | Popularity Award, Actor                           | Park Si-hoo                             | Đoạt giải | [ 10 ]        |
| 2011 | KBS Drama Awards                        | Popularity Award, Actress                         | Moon Chae-won                           | Đoạt giải | [ 10 ]        |
| 2011 | KBS Drama Awards                        | Best Couple Award                                 | Park Si-hoo and Moon Chae-won           | Đoạt giải | [ 10 ]        |
| 2011 | KBS Drama Awards                        | Best Couple Award                                 | Lee Min-woo and Hong Soo-hyun           | Đoạt giải | [ 10 ]        |
| 2012 | Banff World Media Festival              | Best Soap Opera and Telenovela                    | The Princess' Man                       | Đề cử     | [ 11 ]        |
| 2012 | Asian Television Award                  | Best Drama Series                                 | The Princess' Man                       | Đoạt giải | [ 12 ]        |
| 2012 | Baeksang Arts Awards                    | Best Drama                                        | The Princess' Man                       | Đề cử     | [ 13 ]        |
| 2012 | Baeksang Arts Awards                    | Best TV Actor                                     | Park Si-hoo                             | Đề cử     | [ 13 ]        |
| 2012 | Baeksang Arts Awards                    | Best TV Actress                                   | Moon Chae-won                           | Đề cử     | [ 13 ]        |
| 2012 | Baeksang Arts Awards                    | Best TV Director                                  | Kim Jung-min Park Hyun-suk              | Đoạt giải | [ 13 ]        |
| 2012 | Seoul International Drama Awards        | Golden Bird Prize for Series Drama                | The Princess' Man                       | Đoạt giải | [ 14 ]        |
| 2012 | Seoul International Drama Awards        | Outstanding Korean Drama                          | The Princess' Man                       | Đề cử     |               |
| 2012 | Seoul International Drama Awards        | Outstanding Korean Actor                          | Park Si-hoo                             | Đề cử     |               |
| 2012 | Seoul International Drama Awards        | Outstanding Korean Actress                        | Moon Chae-won                           | Đề cử     |               |
| 2013 | Monte-Carlo Television Festival         | Outstanding International Producer (Drama Series) | Kim Jung-min Park Hyun-suk Lee Nah-jung | Đề cử     | [ 15 ]        |
| 2013 | Monte-Carlo Television Festival         | Outstanding Actor in a Drama Series               | Park Si-hoo                             | Đề cử     | [ 16 ]        |
| 2013 | Monte-Carlo Television Festival         | Outstanding Actor in a Drama Series               | Song Jong-ho                            | Đề cử     | [ 16 ]        |
| 2013 | Monte-Carlo Television Festival         | Outstanding Actress in a Drama Series             | Moon Chae-won                           | Đề cử     | [ 17 ]        |
| 2013 | Monte-Carlo Television Festival         | Outstanding Actress in a Drama Series             | Hong Soo-hyun                           | Đề cử     | [ 17 ]        |
| 2013 | New York TV Festival                    | Television Drama - Bronze World Medal             | The Princess' Man                       | Đoạt giải | [ 18 ] [ 19 ] |